# Passiflora penduliflora
Passiflora penduliflora är en passionsblomsväxtart som beskrevs av Bert. och Dc.. Passiflora penduliflora ingår i släktet passionsblommor, och familjen passionsblomsväxter. Inga underarter finns listade i Catalogue of Life.